# Contea di Heqing
La contea di Heqing (鹤庆县S, Hèqìng XiànP) è una contea della Cina, situata nella provincia di Yunnan e amministrata dalla prefettura autonoma bai di Dali.